# Mike Walton
Michael Robert „Shakey“ Walton (* 3. Januar 1945 in Kirkland Lake, Ontario) ist ein ehemaliger kanadischer Eishockeyspieler, der während seiner Karriere unter anderem für die Toronto Maple Leafs, Boston Bruins, Vancouver Canucks, St. Louis Blues und Chicago Blackhawks in der National Hockey League spielte. Sein Vater Bob war ebenfalls ein professioneller Eishockeyspieler.

## Karriere
Mike Walton begann seine Laufbahn 1961 bei den St. Michael’s Majors in der Ontario Hockey Association, wo er ein Jahr lang Eishockey spielte. Nach Engagements bei den Neil McNeil Maroons und Toronto Marlboros gab er während der Saison 1963/64 sein Debüt in der American Hockey League, als er in zwei Spielen für die Rochester Americans zum Einsatz kam. In derselben Spielzeit gewann er mit den Toronto Marlboros den J. Ross Robertson Cup, die Meisterschaft der OHA, und im Anschluss auch den Memorial Cup. Die Saison 1964/65 spielte er bei den Tulsa Oilers in der Central Hockey League und war dort einer der Topscorer des Teams. Auch ein Jahr später kam er nur zu wenigen Einsätzen für die Toronto Maple Leafs und Walton spielte zumeist für die Rochester Americans in der AHL, wo er 1966 mit dem Dudley „Red“ Garrett Memorial Award als bester Rookie der Saison ausgezeichnet wurde. In der Saison 1966/67 spielte er weiterhin für die Rochester Americans, doch während der Playoffs war Walton für die Maple Leafs im Einsatz und gewann mit der Mannschaft seinen ersten Stanley Cup. In der folgenden Saison erspielte er sich unter Cheftrainer Punch Imlach einen Stammplatz im Team und kam auf 73 Spiele und 59 Punkte.
Bereits in seiner ersten vollen Saison in der NHL, die Spielzeit 1967/68, galt er als einer der besten jungen Stürmer der NHL. Er hatte den Ruf ein launischer Spieler zu sein, der nur schwer zu trainieren sei. Walton verfügte über hervorragende Skatingqualitäten, einen präzisen Schuss und galt besonders in Breakaway-Situationen als ausgezeichneter Schütze. Auffallend waren allgemein seine starken Leistungsschwankungen. War der Kanadier motiviert, gehörte er zu den besten Spielern in der NHL. Während seiner Phase von Willenlosigkeit sah sich Walton dagegen auf dem Eis auf verlorenem Posten.
1968 wurde er für das NHL All-Star Game nominiert, wo er für die Toronto Maple Leafs gegen die NHL All-Stars spielte. Am 1. Februar 1971 wurde er auf eigenen Wunsch hin in einem Trade zu den Philadelphia Flyers transferiert, doch noch am gleichen Tag wurde er erneut eingetauscht, diesmal zu den Boston Bruins. In Boston erkämpfte er sich auf Anhieb einen Stammplatz im Team und gewann 1972 seinen zweiten Stanley Cup. Im Februar 1972 wurde er beim WHA General Player Draft von den Los Angeles Kings ausgewählt. Er beendete die Saison in Boston, bevor die Kings seine Rechte im Juni 1973 im Austausch für eine gewisse Geldsumme an die Minnesota Fighting Saints abgaben, für die der Stürmer ab der Saison 1973/74 in der World Hockey Association auflief, wo er sofort einer der besten Scorer der Liga war und 1974 mit der Bill Hunter Trophy als bester Scorer der Saison ausgezeichnet wurde. Zwei Jahre später kehrte er nochmals in die NHL zurück und spielte für die Vancouver Canucks, die St. Louis Blues, nochmals für die Boston Bruins und die Chicago Blackhawks. Seine Karriere beendete er nach der Saison 1979/80, während welcher er beim Kölner EC in der Eishockey-Bundesliga gespielt hatte.
Bei den Summit Series 1974 spielte Mike Walton unter Cheftrainer Billy Harris für das Team Kanada gegen die Sowjetunion. Im Trainingslager zeigte er sich uninteressiert. Nach einem guten ersten Spiel, bei dem Walton eine Torvorlage verbuchte, baute er kontinuierlich ab und wurde nach der fünften Partie aus dem Kader gestrichen.
Nach dem Ende seiner Spielerkarriere wurde er als Immobilienmakler in Toronto tätig. Bekannte Kunden aus der NHL waren unter anderem Ed Belfour, Alexander Mogilny und Joe Nieuwendyk.

## Erfolge und Auszeichnungen
| - 1964 J.-Ross-Robertson-Cup-Gewinn mit den Toronto Marlboros - 1964 Memorial-Cup-Gewinn mit den Toronto Marlboros - 1965 CPHL Rookie of the Year - 1965 CPHL First All-Star Team - 1966 Dudley „Red“ Garrett Memorial Award - 1966 Calder-Cup-Gewinn mit den Rochester Americans - 1967 Stanley-Cup-Gewinn mit den Toronto Maple Leafs | - 1968 Teilnahme am NHL All-Star Game - 1972 Stanley-Cup-Gewinn mit den Boston Bruins - 1974 WHA Second All-Star Team - 1974 Bill Hunter Trophy - 1974 Teilnahme am WHA All-Star Game - 1974 WHA All-Star Game MVP |